# Полет 574 на „Адам Еър“
Изчезването на пътнически самолет „Boeing 737“ край Полевали (о. Сулавеси, Индонезия) по вътрешен полет 574 на „Адам Еър“ (KI-574) между градовете Сурабая (о. Ява) и Манадо (о. Сулавеси), става на 1 януари 2007 г. Открити са в Яванско море отломки от разпадналия се самолет.

## Самолет
Самолетът Boeing 737 – 400, с регистрация PK-KKW, е произведен през 1990 г. и е обслужвал полети на 8 авиолинии. Има 45 371 летателни часа и за последен път е обявен за безопасен за летене от индонезийското транспортно министерство на 25 декември 2005 г. Следващият преглед на самолета е насрочен за края на януари 2007 г.
От летището в Сурабая докладват, че преди излитането на самолета по него не е имало технически неизправности и проблеми.
Преди полета са сменени кабелите на навигационната система, защото при предишния полет е имала проблем. Но са сменени само кабелите ѝ, а не самата система. Така проблемът остава.

## Хронология
На 1 януари 2007 в 12:55 местно време (05:55 UTC) самолетът излита от летище Юанда (Сурабая) с 96 пътници на борда (85 възрастни, 11 деца) и екипаж от 6 души. Двучасовият полет е трябвало да приключи на летище Сам Ратуланги в Манадо в 16:00 местно време.
Полетът е бил нормален, докато самолетът не изчезва от радара за контрол на въздушния трафик в Макасар, Сулавеси с последна връзка в 14:53 местно време (06:53 UTC).
Последното известно положение на самолета е отчетено от сингапурски спътник на координати 3°14′32″ ю. ш. 119°09′17″ и. д. / 3.242222° ю. ш. 119.154722° и. д.. Височината на самолета, показвана на радара, е била 35 000 фута (10 668 метра).
Самолетът излита и след малко навлиза в буря. Навигационните уреди започват да се държат необичайно и пилотите се съсредоточават върху тях. Заради силния вятър самолетът се наклонява силно надясно, но автопилотът поддържа самолета в равновесие. В предписанията за безопасност се препоръчва да се изключва автопилотът при навигационен проблем. Пилотите го изключват и се съсредоточават върху проблема, като не забелязват, че самолетът бавно се накланя. В определен момент наклонът става прекален, самолетът не може да се задържи във въздуха и започва да пада. Около километър преди удара самолетът набира скорост, с километри над допустимата за този самолет, и се разпада на части, които падат в морето.
Противно на съобщенията на медиите от деня на изчезването останките на самолета и телата на сто и двамата души на борда остават ненамерени освен малки отломки, както и т.нар. 'черни кутии'.